# Episodi di Grey's Anatomy (decima stagione)
La decima stagione della serie televisiva Grey's Anatomy, composta da ventiquattro, è stata trasmessa in prima visione assoluta negli Stati Uniti d'America da ABC dal 26 settembre 2013 al 15 maggio 2014, in due parti: la prima (ep. 1-12) fino al 12 dicembre 2013, mentre la seconda (ep. 13-24) dal 27 febbraio 2014.
L'attrice Sandra Oh, che interpreta la dottoressa Cristina Yang, abbandona la serie al termine di questa stagione.
In lingua italiana, la stagione è stata trasmessa in prima visione satellitare in Italia da Fox Life, canale a pagamento della piattaforma Sky, dal 3 febbraio al 7 luglio 2014; in chiaro, è stata trasmessa in Svizzera da RSI LA1 dall'11 marzo dello stesso anno, e in Italia da LA7 dal 1º ottobre al 10 dicembre 2014.
Il quarto episodio della stagione è il 200º della serie.
| nº | Titolo originale                                        | Titolo italiano                                   | Prima TV USA      | Prima TV Italia  |
| -- | ------------------------------------------------------- | ------------------------------------------------- | ----------------- | ---------------- |
| 1  | Seal Our Fate                                           | Segna il nostro destino                           | 26 settembre 2013 | 3 febbraio 2014  |
| 2  | I Want You With Me                                      | Ti voglio con me                                  | 26 settembre 2013 | 3 febbraio 2014  |
| 3  | Everybody's Crying Mercy                                | Tutti chiedono pietà                              | 3 ottobre 2013    | 10 febbraio 2014 |
| 4  | Puttin' on the Ritz                                     | Vestiamoci a festa                                | 10 ottobre 2013   | 17 febbraio 2014 |
| 5  | I Bet It Stung                                          | Scommetto che punge                               | 17 ottobre 2013   | 24 febbraio 2014 |
| 6  | Map of You                                              | La mappa di te                                    | 24 ottobre 2013   | 3 marzo 2014     |
| 7  | Thriller                                                | Thriller                                          | 31 ottobre 2013   | 10 marzo 2014    |
| 8  | Two Against One                                         | Due contro uno                                    | 7 novembre 2013   | 17 marzo 2014    |
| 9  | Sorry Seems to Be the Hardest Word                      | Quando scusarsi non basta più                     | 14 novembre 2013  | 24 marzo 2014    |
| 10 | Somebody That I Used To Know                            | Qualcuno che una volta conoscevo                  | 21 novembre 2013  | 31 marzo 2014    |
| 11 | Man on the Moon                                         | L'uomo sulla Luna                                 | 5 dicembre 2013   | 7 aprile 2014    |
| 12 | Get Up, Stand Up                                        | Parla ora                                         | 12 dicembre 2013  | 14 aprile 2014   |
| 13 | Take It Back                                            | Se potessi tornare indietro                       | 27 febbraio 2014  | 21 aprile 2014   |
| 14 | You've Got To Hide Your Love Away                       | Devi nascondere il tuo amore                      | 6 marzo 2014      | 28 aprile 2014   |
| 15 | Throwing It All Away                                    | Butta via tutto                                   | 13 marzo 2014     | 5 maggio 2014    |
| 16 | We Gotta Get Out Of This Place                          | Via da qua                                        | 20 marzo 2014     | 12 maggio 2014   |
| 17 | Do You Know?                                            | Sai chi sei?                                      | 27 marzo 2014     | 19 maggio 2014   |
| 18 | You Be Illin'                                           | Ti ammalerai                                      | 3 aprile 2014     | 26 maggio 2014   |
| 19 | I'm Winning                                             | Vinco io                                          | 10 aprile 2014    | 2 giugno 2014    |
| 20 | Go It Alone                                             | Vado da sola                                      | 17 aprile 2014    | 9 giugno 2014    |
| 21 | Change of Heart                                         | Cambio di cuore                                   | 24 aprile 2014    | 16 giugno 2014   |
| 22 | We Are Never Getting Back Together                      | Mai più torneremo insieme                         | 1º maggio 2014    | 23 giugno 2014   |
| 23 | Everything I Try to Do, Nothing Seems to Turn Out Right | Qualsiasi cosa io faccia sembra che non vada bene | 8 maggio 2014     | 30 giugno 2014   |
| 24 | Fear (of the Unknown)                                   | Paura dell'ignoto                                 | 15 maggio 2014    | 7 luglio 2014    |

## Segna il nostro destino
- Titolo originale: Seal Our Fate
- Diretto da: Rob Corn
- Scritto da: Joan Rater

### Trama
Dopo la tempesta, i medici del Grey Sloan Memorial Hospital tentano di curare le vittime, ma presto trovano il Pronto Soccorso pieno. Richard rimane privo di conoscenza nel seminterrato, dopo aver ricevuto una scossa elettrica molto forte e la Bailey manda Shane a cercarlo. Shane, però, passa il compito ad Heather, nel tentativo di rubare il suo intervento con Derek. Heather vede Richard nel seminterrato, ma, nel tentativo frettoloso di aiutarlo, rimane anche lei fulminata. Vengono entrambi scoperti da Shane che, insieme a Derek, inizia a cercare di salvare Heather, mentre Cristina e la Bailey tentano di salvare Richard. Meredith viene messa da parte dopo aver dato alla luce suo figlio e dopo aver subito un intervento all'addome. Arizona tenta disperatamente di parlare con Callie del tradimento, ma Callie non è disposta ad ascoltarla. Cristina e la Bailey si scontrano sul trattamento di Richard e ne parlano con Owen il quale consiglia di scoprire chi sia il delegato per le cure mediche del Dott. Webber e scoprono che Richard ha nominato Meredith. 
- Ascolti USA: telespettatori 9.270.000[3]
- La voce narrante in questo episodio è del Dottor Webber.
- Il titolo si riferisce all'omonimo brano di Gloria Estefan.

## Ti voglio con me
- Titolo originale: I Want You With Me
- Diretto da: Chandra Wilson
- Scritto da: Debora Cahn

### Trama
Derek non riesce nel suo tentativo di salvare Heather, e Shane si sente responsabile della morte della sua collega. I tirocinanti hanno il compito di confortare la madre di Heather quando arriverà in ospedale, ma si rendono conto di essere stati dei pessimi amici per lei. La Bailey e Catherine Avery si scontrano su come procedere con Richard: la Bailey vuole eseguire un intervento chirurgico rischioso. Meredith prende una decisione riguardo Richard e permette alla Bailey di seguire il suo istinto, salvando la vita di Richard. Arizona torna a casa e scopre che Callie ha fatto le valigie e si è trasferita, portando via la bambina. Cristina e Owen decidono di avere un rapporto sessuale in ospedale per avere un ricordo soddisfacente della loro ultima volta. Jackson rifiuta April successivamente alla sua dichiarazione d'amore e lei decide di andare avanti con il suo fidanzamento con Matthew il quale capisce che il ragazzo con cui April ha perso la verginità è Jackson. April, allora, decide di portare Matthew in una cappella e stavolta è lei a chiedergli di sposarla. Il ragazzo accetta. Owen e Cristina lottano per rimanere ad una certa distanza in seguito alla loro rottura. Arizona, dopo averlo saputo da Meredith, rintraccia Callie a casa della Grey, ma Callie non vuole proprio sentire spiegazioni e informa Arizona che faranno a turno per occuparsi della figlia Sofia. Arizona successivamente ritorna, disperata, per vedere Sofia: Callie rifiuta inizialmente, ma Cristina la spinge ad accettare la richiesta di Arizona e le viene concesso di passare cinque minuti con la figlia.
- Ascolti USA: telespettatori 9.270.000[3]
- La voce narrante in questo episodio è del Dottor Webber.
- Il titolo si riferisce all'omonimo brano di LeAnn Rimes.

## Tutti chiedono pietà
- Titolo originale: Everybody's Crying Mercy
- Diretto da: Tony Phelan
- Scritto da: Tia Napolitano

### Trama
Meredith e Derek sono a casa per occuparsi del loro bambino ma fare i genitori li sta distruggendo fisicamente. In ospedale Callie evita Arizona e si rifiuta di collaborare con lei per un intervento. Jackson vuole operare gratuitamente al volto una sua paziente ma Owen lo avverte che non hanno soldi per interventi pro bono, così Avery gli impone di trasferire alcuni pazienti in altri ospedali. Cristina ed Alex si occupano di un ragazzino che avrebbe bisogno di un trapianto di cuore per sostituire una valvola e che insiste nel farsi operare per non morire aspettando il trapianto. Alex e Jo vorrebbero avere un rapporto sessuale ma non trovano né il momento, né il luogo appropriato. Jackson scopre che la sua paziente è stata trasferita ed inoltre deve effettuare tre liposuzioni procurategli da Owen che, ai suoi reclami, risponde di aver solo eseguito le sue direttive. April e Callie si occupano di una donna in gravi condizioni che fa giurare a Leah di dire al marito, nel caso lei morisse, di averlo tradito con suo fratello. La ragazza spera di non doverlo fare e Callie la costringerà a rispettare le ultime volontà della donna. Cristina dice ad Owen che non possono continuare ad avere una relazione e che dovrebbero cercare altre persone con cui vedersi. Meredith torna in ospedale, chiamata da Shane, preoccupata per le condizioni di Richard che rifiuta di farsi inserire una sonda naso-gastrica per alimentarsi. La Grey ha uno scontro con Miranda che non vuole contraddire il suo maestro ma, alla fine, sarà Shane a convincere Webber a farsi inserire la sonda. April finalmente supera l'esame da specializzanda e, quando la sua paziente muore, Callie non lascia dire a Leah ciò che la donna le aveva fatto promettere. Owen dice a Jackson di aver mentito e che, grazie agli interventi di liposuzione che ha effettuato, potrà operare la sua paziente gratuitamente pregandolo, inoltre, di convocare al più presto il consiglio per sopperire alla mancanza di fondi. Meredith è molto più serena ma quando Richard si sveglia le dice, molto duramente, che non l'ha scelta come delegato per le cure mediche perché tiene a lei, ma perché sperava che fosse una persona capace di prendere decisioni difficili come quella di lasciarlo morire piuttosto che farlo vivere senza dignità. Meredith però, che ha passato la vita con la madre che l'ha sempre trattata in questo modo, decide di incassare in silenzio. Arizona chiede perdono a Callie, ma quest'ultima non accetta di tornare con lei.
- Ascolti USA: telespettatori 9.600.000[4]
- Il titolo si riferisce all'omonimo brano di Bonnie Raitt.

## Vestiamoci a festa
- Titolo originale: Puttin' on the Ritz
- Diretto da: Rob Corn
- Scritto da: Austin Guzman

### Trama
Richard, risvegliandosi, rifiuta qualsiasi pratica medica e sembra volersi lasciar morire. La Bailey è molto preoccupata per lui ed inoltre non sa come salvare un suo paziente che la spinge a fare di più perché non vuole arrendersi. Tutti i medici del Grey Sloan Memorial Hospital sono stati coinvolti da Jackson a partecipare ad un party di beneficenza allo scopo di trovare i fondi necessari a ricostruire l'ospedale. Ben presto comincerà una vera e propria gara, capeggiata da Derek e Meredith, su chi riuscirà a ricevere più assegni. Callie per riuscire ad avere i soldi racconta ad un gruppo di persone di essere rimasta vedova nell'incidente aereo, ma cercherà di sviare il discorso quando una signora che ha realmente perso il marito si avvicina molto a lei. Arizona si isola perché sente gli occhi di tutti su di sé; resterà April a farle compagnia e le due donne si conforteranno a vicenda. In pronto soccorso, nel frattempo, arrivano diversi feriti ed Alex è sconvolto perché crede di riconoscere, in un anziano tossico, il padre che non vede più da vent'anni. Shane interviene su un paziente, in grave pericolo di vita, senza avvertire i superiori. Mentre il party sembra riuscire alla meglio, un'acrobata cade sull'organizzatrice e vengono trasportate d'urgenza in sala operatoria così tutti i medici svestono di corsa gli abiti eleganti della festa per indossare i loro camici e fiondarsi in sala operatoria. Jackson metterà in evidenza il grande valore e la bravura dei suoi colleghi chiedendo ai suoi ricchi ospiti finanziamenti per l'ospedale. Cristina si congratula con Shane per aver saputo operare da solo e lo inviterà a seguire il suo intuito perché è bravo. Shane si ritrova in una stanza a esultare con Stephanie e la bacia preso dall'euforia. Jackson li sorprende ma Stephanie chiarirà l'equivoco. Alex, con il test del DNA, avrà la conferma di aver trovato suo padre. Miranda, al fine di scuotere Richard e farlo reagire, gli farà dividere la stanza con il suo paziente terminale che ha il grave difetto di dire la dura verità. I due uomini riescono ad aiutarsi a vicenda: Richard accetta di reagire e di recuperare, mentre l'uomo accetta di stare per morire e di andare in una clinica dove lo seguiranno prima di morire.
- Curiosità: si tratta dell'episodio numero 200 della serie.
- Ascolti USA: telespettatori 8.790.000[5]
- Il titolo si riferisce all'omonimo brano di Fred Astaire.

## Scommetto che punge
- Titolo originale: I Bet It Stung
- Diretto da: Mark Jackson
- Scritto da: Jeannine Renshaw

### Trama
Stephanie Edwards è in ansia perché dovrà incontrare la madre di Jackson, che li sorprenderà mentre i due sono in intimità in uno stanzino. La ragazza è imbarazzata e la donna non le risparmia alcuna nota di disappunto. Nonostante questo, l'urologa aiuta la ragazza con un paziente che, ubriaco, ha infilato il pene in un nido di vespe ostruendosi l'uretra per il gonfiore fino ad arrivare all'esplosione della vescica. Il padre di Alex è ancora in ospedale e Jo si prodiga per inserirlo in un programma di recupero per tossicodipendenti. Arizona non ricorda nulla della sera del party ma Leah continua a farle intendere che tra loro è successo qualcosa e la donna si sente in imbarazzo, Callie capisce che non ha più una vita propria e che adesso si ritrova a fare da tata a Meredith e Derek, così cerca di riprendere in mano la situazione chiedendo ad Arizona di lasciare il suo appartamento. Cristina inserisce Meredith in un intervento cuore-fegato ma alla fine dovrà fare a meno di lei perché siccome è troppo presa dai suoi impegni familiari, non riesce a studiare i particolari del caso né ad essere presente nel momento in cui l'intervento dovrà essere anticipato a causa dell'aggravarsi delle condizioni del paziente. Meredith è furiosa soprattutto perché Cristina la rimprovera di essere molto indietro, rispetto a lei, nella pratica medica. Richard dirà alla Avery che vuole restare in ospedale per continuare ad insegnare qualcosa ai suoi specializzandi mentre Stephanie le dirà quanto sia innamorata di Jackson e che spera di riuscire a riconquistare la sua fiducia, la donna quindi sembra accettare la loro relazione. Leah dirà ad Arizona di aver passato con lei la notte, la sera del party, e di essersi divertita molto. Meredith si sfogherà con Derek rimproverandolo di non aver risposto al cellulare obbligandola a rinunciare al suo intervento e gli dirà che anche lei tiene molto al suo lavoro e che non si farà da parte per dare a lui tutte le opportunità per essere un buon chirurgo. Callie, tornata a casa sua, finalmente riuscirà a ballare come faceva un tempo quando era felice e spensierata.
- Ascolti USA: telespettatori 8.780.000[6]
- Il titolo si riferisce all'omonimo brano di Tegan and Sara.

## La mappa di te
- Titolo originale: Map of You
- Diretto da: David Greenspan
- Scritto da: William Harper

### Trama
Meredith decide di dimostrare di poter conciliare lavoro e famiglia, si impegna dunque a iniziare una ricerca ma è indecisa sul tema da affrontare. Vorrebbe continuare un lavoro iniziato da sua madre ma non vuole correre il rischio di essere paragonata a lei. I tirocinanti sono passati al secondo anno. Shane rimane sconvolto nel vedere il camice che doveva essere di Heather e dice a Shepherd di non voler più lavorare con lui. Stephanie viene chiamata da April per fare delle lastre a un uomo con la caviglia rotta e scopre che ha un tumore al cuore, ritenuto inoperabile. Per tale motivo lui e la moglie avevano speso tutti i loro soldi per viaggiare e fare follie, contando sull'assicurazione sulla vita che la moglie avrebbe incassato alla morte del marito. Ma Shane ha un'intuizione e la propone a Cristina: utilizzare una tecnica neurochirurgica sul cuore. I due riescono a salvare l'uomo, che si dispera per i debiti accumulati. Intanto in ospedale arriva Emma, la nuova ragazza di Owen, per seguire un intervento di Arizona. Incontra anche Cristina e si complimenta per la tecnica innovativa utilizzata per operare il cuore. Cristina si rende conto che Owen non ha mai detto a Emma del fatto che fossero stati sposati, e si lamenta con Meredith di sentirsi invisibile, ma l'amica, troppo presa dalla ricerca, nemmeno la ascolta e la rimprovera di non esserle di sostegno e di allontanarsi da tutti quelli che non hanno le sue stesse ambizioni. Jo è alle prese con Webber, che ha un dolore alla spalla e vuole che la ragazza si impegni a capirne la causa. Alex evita Jo e si reca ogni sera in un bar in cui suona suo padre, senza rivelargli la sua identità, ma una sera i due iniziano a parlare e il padre gli racconta di essere dispiaciuto per non essere rimasto accanto al figlio, ma quando gli mostra la foto del bambino, Alex si rende conto che non parlava di lui, e capisce che il padre continua a compiere gli stessi errori e a ferire un altro bambino avuto da un'altra donna. In preda alla rabbia lo prende a pugni e tornando a casa dà la colpa a Jo, che lo aveva spronato a parlare col padre. Intanto Leah ha frainteso il rapporto venutosi a creare con Arizona, ma lei le dice che è stata solo la storia di una notte, salvo poi pentirsene e mandarle un sms. Derek e Callie sono alle prese con un progetto sperimentale su un uomo tetraplegico ma lei vuole tirarsi indietro perché aveva iniziato questo progetto per aiutare Arizona, e anche Derek pensa di non continuare, perché trova un tumore nel cervello dell'uomo e pensa di non avere il tempo. Dopo aver parlato con l'uomo, Callie decide di continuare e convince anche Derek, ma il paziente muore mentre tentano di asportare il tumore. Meredith decide di trattare l'argomento scelto da sua madre nella sua ricerca, ma sotto un altro punto di vista. Derek le rassicura che si sarebbe dedicato alla ricerca insieme a Callie, riducendo gli interventi per passare più tempo con i bambini e darle modo di concentrarsi sulla sua carriera.
- Ascolti USA: telespettatori 8.730.000[7]
- La voce narrante in questo episodio è Derek Sheperd

## Thriller
- Titolo originale: Thriller
- Diretto da: Cherie Nowlan
- Scritto da: Gabriel Llanas

### Trama
È Halloween. Mentre Callie e Meredith si affannano per far passare una festa memorabile ai loro bambini, Arizona si risveglia con Leah nel suo letto che sembra piuttosto fredda con lei. Alex è arrabbiato con Jo e se la prende con il padre di una sua piccola paziente. Al pronto soccorso viene portato uno strano tizio che ha aggredito un passante mordendogli la faccia. Anche Leah viene aggredita e per cautela la sottoporranno al test dell'HIV. Webber dice a Miranda che l'unica cosa che gli dà la forza per andare avanti è poter insegnare ancora qualcosa agli specializzandi e, dato che lei sembra ostacolarlo, chiede a Meredith di scegliere uno studente che lo curi. La scelta ricade prima su Shane ed infine su Jo. Shane, infatti, è alle prese con una donna che dice di aspettare il suo medico curante, Heather Brooks, ma il ragazzo non ha il coraggio di dirle che è morta. Alla fine scoprirà che la donna è una senzatetto che la Brooks curava di nascosto insieme a molti altri che accoglieva. Shane dirà alla donna che adesso ci sarà lui a curarla. Ben, il marito di Miranda, torna a casa per festeggiare Halloween e le confessa che non continuerà i suoi studi di chirurgia; la donna gli esprime la sua delusione per questa sua decisione. Derek, grazie ad un'intuizione, riesce a trovare la soluzione che stava cercando, mentre Owen trova il coraggio di dire ad Emma che è pronto per una relazione seria. Callie accetta, per amore di Sofia, che Arizona passi la festività con loro, mentre Cristina, dopo essere stata invitata alla festa quasi all'ultimo momento, porta a casa di Meredith dei dolcetti, lasciandoli all'ingresso, senza dire nulla a nessuno e va in un bar a dividere un drink con Shane. Alex decide di passare la festa da solo senza aprire neanche ai bambini che bussano ma trova alla porta Jo, vestita da fatina, che gli chiede di perdonarla per aver insistito con lui affinché parlasse con suo padre.
- Ascolti USA: telespettatori 8.940.000[8]
- Il titolo di questo episodio si riferisce all'omonimo brano di Michael Jackson.

## Due contro uno
- Titolo originale: Two Against One
- Diretto da: Kevin McKidd
- Scritto da: Meg Marinis

### Trama
Meredith è elettrizzata per l'acquisto di una stampante 3D che le consentirà di realizzare un prototipo di fegato. Cristina si tiene lontana da lei perché sa di averla offesa ed insieme a Shane Ross, si occupa di un bambino che potrebbe avere benefici proprio grazie alla stampante. Cristina rifiuta di chiederle il permesso perché sa che le rovinerebbe il lavoro. April si chiede se deve andare a letto con il suo fidanzato prima delle nozze e chiede consiglio ad Arizona. Callie fa un colloquio di lavoro a Emma, la donna con cui esce Owen, ma va troppo sul personale e la donna capisce che non può lavorare nell'ospedale dove tutti i medici sono amici del suo fidanzato. Meredith ha una discussione con Alex in sala operatoria mentre rimuove un tumore ad un ragazzino, Karev è convinto che dovrebbero fermarsi mentre lei, sicura delle sue capacità, sostiene di dover andare avanti; sarà Edwards a mettere fine alla disputa utilizzando la tecnica delle due sfide che il dottore Webber le aveva raccontato precedentemente, secondo la quale la decisione viene presa per maggioranza. Ben è preoccupato perché Miranda si comporta in modo strano ed è piuttosto scrupolosa in sala operatoria; l'uomo le dirà che il suo atteggiamento è dettato dal fatto che i loro progetti sono cambiati ma la donna lo zittisce provando che le sue sensazioni sono giuste, anche se una volta rimasta sola comincerà a tirarsi nervosamente le dita. Meredith rifiuta a Cristina la richiesta di utilizzare la sua stampante perché non può interrompere il suo lavoro. Più tardi troverà Cristina e Ross intenti ad usare lo strumento di nascosto.
- Ascolti USA: telespettatori 8.680.000[9]
- Il titolo si riferisce all'omonimo brano di Danger Mouse.

## Quando scusarsi non basta più
- Titolo originale: Sorry Seems to Be the Hardest Word
- Diretto da: Jeannot Szwarc
- Scritto da: Stacy McKee

### Trama
L'episodio risulta completamente slegato dal precedente e di fatto lascia in sospeso alcune situazioni che si erano venute a creare, tra cui l'utilizzo abusivo da parte di Cristina e di Shane della stampante 3D di Meredith. Peculiarità di questo episodio sono la tecnica del flashback utilizzata molto di frequente e l'ambientazione che ha come sfondo per i quasi 3/4 della puntata un'aula di tribunale. In particolare la puntata è focalizzata su Callie. Tutto parte dalla notifica a Callie da parte del tribunale, l'attore è un suo ex paziente risalente alla primavera scorsa, un famoso snowborder che era già stato in cura da Cristina per un problema al cuore e che voleva sottoporsi alla sostituzione dell'anca per poter continuare la sua attività agonistica. La prima parte del processo, intervallata dai continui rimandi al passato, vede l'accusa chiamare al banco Jo (che aveva assistito all'intervento all'anca), Cristina (come medico che precedentemente aveva in cura l'atleta), la fidanzata di quest'ultimo che testimonia che Callie era a conoscenza di aver sbagliato l'intervento e infine lo stesso ricorrente, ormai sulla sedia a rotelle e privo di entrambi gli arti inferiori, che addossa tutta la colpa a Callie. Viene messo in luce dall'accusa come alcune scelte di Callie fossero state negligenti: lasciare la garza all'interno del paziente, scegliere di curare prima la gamba e poi far eseguire a Cristina l'intervento al cuore danneggiato nelle complicazioni post operatorie. Nel flashback si intuisce che l'atleta si era rivolto a Callie su consiglio di Cristina, insistendo però sul fatto che eseguisse un intervento che Callie non aveva mai fatto in vita sua. Nel frattempo si mette in luce che nel medesimo periodo Callie e Arizona stavano tentando di avere un secondo figlio, in particolare Arizona voleva provare a rimanere incinta. Inoltre sembra che stessero cercando una nuova casa dove andare a vivere. Arriva il momento della difesa e viene chiamata sul banco Callie a deporre. Si torna a vedere l'intervento principale e le sue conseguenze. Callie spiega che lasciare all'interno del paziente una garza non fu negligenza ma una scelta consapevole per evitare che il paziente morisse sul tavolo a causa di un embolo e pianificando di toglierla quando fosse fuori pericolo. Spiega che la scelta di sistemare la gamba prima del cuore era fatta nel tentativo di salvare l'arto al ragazzo e che il fatto di aver detto al paziente che era colpa sua, voleva essere un atto di scusa perché anche lei soffriva nel non essere riuscita ad eseguire l'intervento. Il dibattimento si chiude, Callie torna a casa e dietro la libreria trova una lettera risalente a prima dell'intervento al paziente dove gli specialisti in quel particolare tipo di intervento all'anca sconsigliavano la procedura in quanto avevano riscontrato moltissimi casi di infezioni e successive amputazioni. Callie si sente in colpa perché se avesse trovato la lettera prima non avrebbe eseguito l'operazione e chiede a Meredith cosa deve fare. Meredith le dice che lei ha fatto il possibile con le informazioni che aveva all'epoca e che la lettera come era andata a finire dietro una libreria poteva anche essersi persa nella posta, che non è lei che ha ignorato la lettera e eseguito l'intervento, lei della lettera non ne sapeva niente. Al momento della sentenza vediamo Callie che butta via la lettera e ascolta il verdetto del giudice che l'assolve da ogni responsabilità. Alla fine Callie, spinta dal padre che appare in tutta la puntata, va in albergo da Arizona e le dice che se vuole può tornare a casa per cercare di sistemare la situazione. Nello stacco successivo si vede Arizona buttarsi di nuovo a letto e dire a Leah, in piedi avvolta solo in una coperta, che deve andarsene.
- Ascolti USA: telespettatori 8.560.000[10]
- La voce narrante in questo episodio è Callie Torres.
- Il titolo si riferisce all'omonimo brano di Elton John.

## Qualcuno che una volta conoscevo
- Titolo originale: Somebody That I Used to Know
- Diretto da: Debbie Allen
- Scritto da: Debora Cahn

### Trama
Le cose sono tornate alla normalità al Grey & Sloan Memorial Hospital ora che i medici non sono più in tribunale. Ben si confida con Shepherd sul comportamento strano di Bailey negli ultimi tempi, che secondo lui potrebbe essere DOC (Disturbo Ossessivo Compulsivo). Ciò solleva preoccupazione e Shepherd e Owen mettono in dubbio le competenze mentali e fisiche di Bailey. Owen chiede a Meredith di prendere in consegna i pazienti e le operazioni di Bailey per il momento. Ora che Arizona è tornata a vivere con Callie, le dice che ha avuto rapporti con qualcuno quando non stavano insieme. Si è poi rivelato, durante un intervento chirurgico, (un caso su cui erano Callie, Arizona e Leah) che il "qualcuno" era Leah. Una tensione imbarazzante cresce tra April e Jackson quando lei gli dice che sarà Stephanie a ricevere l'invito al suo matrimonio, mentre Jackson sarebbe stato il "+1 " in quanto le avrebbe fatto strano trovare il nome dell'ex in cima alla lista degli invitati. Meredith, mentre è impegnata a lavorare con Richard per farlo uscire dall'ospedale, sta anche pianificando la cena del Ringraziamento a casa sua ed Emma (la ragazza di Owen) si è offerta di cucinare la cena. Webber, che è desideroso di lasciare l'ospedale, nonostante gli avvertimenti di Jo, fatica troppo sul tapis roulant e cade rompendosi le costole. Visto che rimarrà bloccato in ospedale ancora un po' con gli specializzandi, loro organizzano una cena del Ringraziamento nella sua stanza a base di pollo KFC. Cristina e Shane hanno bisogno di utilizzare nuovamente la stampante 3D, in quanto il loro primo condotto è risultato contaminato, ma Meredith glielo vieta perché ne ha assolutamente bisogno per la sua ricerca. Cristina insiste con Meredith affinché permetta loro di usarla, ma quando lei le dice che il tempo a loro disposizione è finito, Shane si fa avanti per difendere Cristina. In cambio, Cristina bacia Shane.
- Ascolti USA: telespettatori 8.610.000[11]
- Il titolo si riferisce all'omonimo brano di Gotye.

## L'uomo sulla Luna
- Titolo originale: Man on the Moon
- Diretto da: Bobby Roth
- Scritto da: Elizabeth J. B. Klaviter

### Trama
Bailey sta lavorando con una psichiatra per imparare a gestire il suo DOC (Disturbo Ossessivo Compulsivo), ma è solo con l'aiuto di Webber che finalmente ammette di avere una malattia e che ha bisogno di curarsi. Le sorelle di April volano a Seattle per organizzarle un addio al nubilato al Grey & Sloan Memorial Hospital, e le cose degenerano quando April dice loro pubblicamente che non è la loro patetica, brutta sorella di una volta. April detronizza le sorelle dallo status di damigelle d'onore e annuncia che Arizona, Cristina e Meredith prenderanno il loro posto. Jackson e Matthew si riconciliano dopo aver lavorato insieme su un paziente ed essersi resi conto che è importante per April che loro vadano d'accordo. Edwards e Meredith inseriscono il loro primo condotto in una pecora, ma il tentativo fallisce e la pecora muore; tuttavia, quando il rapporto tra Cristina e Shane diventa più intimo, inseriscono il loro primo condotto nel loro paziente e sorprendentemente funziona. Nel discutere i loro condotti, ciò che inizia come una conversazione civile, tra Meredith e Cristina, si trasforma in una accesa discussione quando Meredith chiede perché Ross è ora aggressivo e cattivo (come lo era Cristina agli inizi). Karev e Jo fanno squadra per aiutare Jimmy, il padre di Karev, durante la fase di disintossicazione. Jimmy confessa a Karev che l'aveva riconosciuto quando si era arrabbiato con lui al bar e da quel momento ha cercato di rimanere pulito, e ora vuole disintossicarsi senza usare neanche ossicodone perché vuole riuscirci davvero. Shepherd e Callie lavorano con il loro primo partecipante alla ricerca, e finalmente raggiungono il successo quando scoprono che la chiave è "non pensare al movimento della mano e rilassarsi".
- Ascolti USA: telespettatori 7.020.000[12]
- Il titolo si riferisce all'omonimo brano dei R.E.M.

## Parla ora
- Titolo originale: Get Up, Stand Up
- Diretto da: Tony Phelan
- Scritto da: William Harper

### Trama
Con l'avvicinarsi del giorno del matrimonio di April e Matthew, i medici del Grey & Sloan Memorial Hospital si preparano al grande giorno mentre si occupano dei loro problemi. Derek sta valutando la possibilità di lavorare con una società che vuole usare il suo nome per sostenere il loro lavoro, ma Derek rifiuta la loro offerta perché "non vedono il quadro generale" e perché dovrebbe lavorare meno in modo che Meredith possa prendersi più tempo per la sua ricerca sulla vena porta. Alex inizia ad andare d'accordo con suo padre, ma si arrabbia quando lui comincia a parlare male di sua madre. Alex gli spiega che non sono una famiglia, che il fatto che il padre se ne sia andato sia stato il meglio perché se fosse rimasto, Alex e i suoi fratelli avrebbero preso la sua stessa strada. Dopo lo sfogo si allontana stringendogli la mano per salutarlo. Meredith e Cristina sono all'atto finale mentre si preparano per i vestiti da damigelle d'onore, ma quando si vedono al matrimonio di April, cercano di capire i loro diversi punti di vista e accettano di trovarsi in luoghi diversi delle loro vite. Arizona e Callie si danno un'altra occasione, dopo il tradimento di Arizona, ma quando quest'ultima ammette di essere andata a letto con Leah durante la separazione, l'ortopedica sfogherà la sua rabbia sulla povera specializzanda. Meredith ammette di essere gelosa del successo di Cristina e lei confessa che Meredith è una grande mamma e un grande chirurgo, qualcosa che nessuna delle due aveva creduto possibile quando erano specializzande. April interrompe il momento chiedendo che la facciano sentire speciale perché è il Suo giorno. Bailey dice a Ben che è essenzialmente colpa sua per i suoi problemi di DOC perché i suoi sintomi sono peggiorati solo quando lui ha abbandonato la chirurgia. Webber deve prendere in consegna un intervento chirurgico di Shane perché lui si sente ancora in colpa per la morte di Brooks. Durante il matrimonio di April e Matthew, Derek riceve una telefonata dal Presidente degli Stati Uniti, e Jackson si alza e confessa ad April di amarla.
- Ascolti USA: telespettatori 8.360.000[13]
- Il titolo si riferisce all'omonimo brano di Bob Marley.

## Se potessi tornare indietro
- Titolo originale: Take It Back
- Diretto da: Rob Corn
- Scritto da: Austin Guzman

### Trama
April e Jackson escono correndo e sorridenti verso la macchina. April accusa un attacco di panico per aver abbandonato Matthew all'altare, ma poi bacia Jackson e scappano via. Meredith e Derek discutono sulla scelta di Derek di collaborare con il Presidente. Alex corre in ospedale mentre il padre sta per morire e avvisa la seconda moglie dicendole però che è già morto. Sconvolto, Alex dice a Owen che Ross ha rapporti sessuali con Cristina. Ben confessa alla moglie di aver lasciato chirurgia solo per lei e non perché non vuole diventare un chirurgo. April durante la corsa in macchina scende e dice a Jackson che tutto questo non ha senso e che non possono farlo. Jackson la rassicura e le dice di aver agito per l'amore che l'uno prova nell'altro.
Passano tre settimane, Stephanie e Shane rientrano in ospedale dopo una lunga assenza. Nessuno sa cosa sia successo tra April e Jackson. Ben inizia il percorso di specializzazione al Grey Sloan Memorial Hospital.
Ross ricomincia ad entrare in sala operatoria ma Hunt è particolarmente acido con quest'ultimo.
Quando la seconda moglie di Jimmy scopre che il marito è ancora vivo, aggredisce Alex per averle mentito e torna a casa, portandosi la chitarra di Jimmy con sé. Jo parla con Alex che sconvolto crede che lei lo stia lasciando. Alex si avventa contro Ross, che si stava scusando per ciò che aveva fatto a Jimmy, ma Cristina e Meredith, ritornate amiche, glielo allontanano. Cristina prova a risollevare Ross. Arizona e Callie si riappacificano e decidono di comprare una nuova casa per sancire un nuovo inizio. Derek va alla Casa Bianca dove scopre che sanno tutto di lui, anche cose che non aveva mai detto a Meredith.
Derek prova a far pace con Meredith ma lei lo accusa di non aver mantenuto la promessa di lavorare meno per consentirle di concentrarsi sul suo progetto.
Stephanie piange per Jackson, ma Leah le consiglia di vendicarsi. Il padre di Alex muore convinto che la sua famiglia lo ami.
A fine episodio Hunt chiama il consiglio per dire che ha ricevuto diverse denunce riguardante abusi sessuali e ambiente professionale ostile. Inoltre suggerisce caldamente al consiglio di approvare un nuovo regolamento stilato dalle risorse umane, che vieta le relazioni all'interno dell'ospedale tra strutturati e specializzandi, fatta eccezione per le coppie sposate. In un flashback, a un'April ancora vestita da sposa fuori dalla macchina Jackson chiede che senso abbia tutto questo e, proponendole di sposarla, Jackson guida per raggiungere il luogo del matrimonio.
- Ascolti USA: telespettatori 9.420.000[14]
- Il titolo si riferisce all'omonimo brano dei Pink Floyd.

## Devi nascondere il tuo amore
- Titolo originale: You've Got To Hide Your Love Away
- Diretto da: Ron Underwood
- Scritto da: Tia Napolitano

### Trama
L'episodio segue la storia di una ragazza con una rara malattia che la porterà alla morte poco prima di aver trovato una possibile cura dagli specializzandi Ben, Jo, Stephanie, Leah e Shane. Intanto al Grey Sloan Memorial Hospital una nuova regola molto severa è stata fatta dal consiglio. Questa regola implica che nessun medico potrà avere relazioni con un collega, eccezione fatta per i medici già sposati. Alex e Jo sono obbligati a nascondere il loro rapporto ma verranno scoperti da Webber che sarà obbligato a segnalarlo al consiglio. Anche April e Jackson vengono scoperti e ne approfittano per annunciare ai loro amici/colleghi del loro matrimonio segreto. Nel frattempo Owen ed Emma parlano del loro futuro, cosa che li porterà alla rottura poiché i due vogliono cose diverse: Emma vorrebbe diventare mamma di tre figli accantonando la chirurgia, mentre Owen vuole pensare alla carriera. Questa rottura è dovuta anche al tradimento di Owen con Cristina. 
- Ascolti USA: telespettatori 8.210.000[15]
- Il titolo si riferisce all'omonimo brano dei Beatles.

## Butta via tutto
- Titolo originale: Throwing It All Away
- Diretto da: Chris Hayde
- Scritto da: William Harper

### Trama
La Robbins è in estrema difficoltà, fisica, emotiva e lavorativa. Lei e Callie da tempo curano una bambina con una malattia invalidante, ma le cure non portano a nessun miglioramento. La bambina chiede che le vengano amputate entrambe le gambe per condurre una vita senza dolore. Questa richiesta tocca da vicino la sensibilità di Arizona che comprende e supporta la bambina. Callie all'inizio non capisce la posizione della moglie e si creano tensioni tra le due, amplificate anche dalla denuncia della Murphy. Si scopre, infatti, che la denuncia è stata sporta ai danni della Torres: all'inizio le due pensano che il motivo sia la gelosia, ma poi, restando sola con Arizona, la specializzanda mette in chiaro di non averlo fatto per questo, dato che sapeva che la loro relazione non era niente di serio, ma di averlo fatto perché Callie ha anteposto dei problemi personali ai suoi obblighi di insegnante. Arizona ha messo Leah in una situazione impossibile quando ha rivelato alla moglie di loro, quindi la specializzanda, vedendo anche le situazioni simili per Shane e Stephanie, aveva deciso di impedire ulteriori casi di abusi. Neanche per Stephanie infatti è una bella giornata: prima con una barella urta Arizona e dopo Jackson prendendolo al ginocchio, venendo tacciata anche lei come ex-fidanzata gelosa dal resto dell'ospedale. I due però, alla fine riescono a chiarirsi e Jackson si scusa per averla lasciata al matrimonio scegliendo April. Quest'ultima viene perseguitata da un amico di un suo paziente terminale, che vuole farsi restituire il rene che aveva anni prima donato al suo amico morente. Alex viene sospeso a causa della sua relazione con Jo. Cristina cerca di capire come mai Owen abbia lasciato Emma e tra i due continua il flirt di sempre. Conscia di come Leah abbia ragione, Callie si demoralizza ancora di più quando Derek le comunica che non potranno continuare la ricerca insieme, poiché la sperimentazione che sta conducendo con la Casa Bianca gli impone di usare i sensori solo per loro. Ma alla fine la Torres, supera tutto e riesce a restituire il sorriso ad Arizona, aiutandola ad andare nuovamente sulle sue amate scarpe con le rotelle.
- Ascolti USA: telespettatori 7.360.000[16]
- Il titolo si riferisce all'omonimo brano dei Genesis.

## Via da qua
- Titolo originale: We Gotta Get Out of This Place
- Diretto da: Susan Vaill
- Scritto da: Jeannine Renshaw

### Trama
È il compleanno di Richard, mentre colleghi e specializzandi gli fanno gli auguri, Owen gli consegna un opuscolo sulla pensione. Richard si mostra particolarmente seccato.
Arriva il bioingegnere che deve supportare la ricerca di Meredith nell’utilizzo della stampante tridimensionale. L’ingegnere si mostra subito interessato alla stampante, ma Meredith non vuole che entri in contatto con l’apparecchio prima di aver letto tutto il progetto. Lascia a guardia della stampante la Edwards, ma alla fine lei cede e gli lascia utilizzare la stampante. Meredith lo scopre, ma si mostrerà tollerante.
Cristina e Shane selezionano i pazienti candidabili al prosieguo della ricerca, ma si presenta una paziente diciassettenne ed incinta, che chiede con insistenza di essere inserita nel trial. Shane prova a convincere Cristina, ma questa si dimostra contraria. Alla ragazza nel frattempo si rompono le acque e chiede a Shane di poter parlare personalmente con Cristina che la visita ma ribadisce a Shane che la ragazza non soddisfa i criteri. Shane rimane a fianco alla ragazza, fino al momento del parto e le promette che farà parte di un trial successivo, sullo sviluppo del progetto.
In ospedale arriva la madre di Jackson che affronta senza indugio l’argomento matrimonio tra il figlio ed April. Catherine Avery sospetta che April sia interessata ai soldi di famiglia, pertanto impone ai due di firmare un accordo post-matrimoniale. April intende firmare l’accordo, mentre Jackson si mostra contrario, ma accetta la decisione di April. La Avery quindi pone una domanda cruciale ai due, ovvero quale educazione religiosa intendono dare ai figli ed ha uno scatto di ira quando sente i due dire che non ci hanno ancora pensato, ipotizzando un conflitto di interesse tra le convinzioni religiose e la gestione degli affari di famiglia. Jackson e la madre litigano, ma April li blocca e chiede anche scusa alla Avery perché si rende conto di aver sbagliato a prendere una decisione così affrettata senza coinvolgere la madre di Jackson. Anche Jackson chiede scusa alla madre e si abbracciano. Ma i dubbi sull’educazione dei figli continueranno.
La Bailey scopre in un suo paziente un rarissimo caso di fetus in fetu, ovvero una rara anormalità dello sviluppo embrionale nella quale i tessuti che formano un feto crescono e si differenziano all'interno del corpo di un gemello normalmente sviluppato. La Bailey passa il suo paziente a Richard per fargli un regalo di compleanno. Richard è entusiasta del caso e organizza anche delle esposizioni agli studenti per mostrare il caso. Durante una di queste, il paziente, quasi incantato dalle parole di Richard sulla rarità della sua condizione, dichiara che non vuole che il feto sia estratto dal suo corpo, lasciando lo stesso Richard attonito. Il paziente spiega che non vuole separarsene perché non vuole fare come tante persone che buttano via le cose inutili. Richard allora gli propone di estrarlo e di consegnargli il feto, in un barattolo da esporre. Così intervengono ed estraggono il feto, ma quando glielo fanno vedere, il paziente urla terrorizzato e chiede di portarlo via.
La Torres intende adire le vie legali per rivendicare il suo ruolo nella ricerca sui sensori portata avanti in precedenza da lei e Derek. Owen prova a mediare per trovare una soluzione soddisfacente per entrambi. Derek prova a convincere Callie, spiegandogli lo scopo del progetto finanziato dalla Casa Bianca, ma Callie respinge le sue motivazioni. Allora Derek le spiega che anche legalmente non avrebbe nessuna possibilità. Callie capisce che Derek sa di fare una cosa sbagliata, ma che è costretto a farla per portare avanti il suo progetto, anche mettendo in conto la scorrettezza che sta commettendo. Derek non accetta questa conclusione e, durante una video chiamata con alcuni responsabili del progetto espone il suo pensiero, mettendo alle strette gli interlocutori. Alla fine accettano che gli studi della Torres, presente durante la chiamata, proseguano.
Alex e Jo leggono insieme una dichiarazione che potrebbe evitargli problemi a causa delle nuove regole che disciplinano le relazioni sentimentali all’interno dell’ospedale. Alex intende firmarlo per porre fine anche al rischio della sua sospensione in caso venissero nuovamente scoperti, Jo invece non vuole farlo.
A fine serata Catherine e Richard sono insieme, e Richard le esprime i suoi dubbi sull’opuscolo ricevuto, temendo che Owen lo voglia mandare in pensione, ma le belle sorprese della serata non sono finite per lui.
- Ascolti USA: telespettatori 8.090.000[17]
- Guest star: Debbie Allen (Catherine Avery)
- Musiche: I'm so excited by Le Tigre, How will I know by Sam Smith, Something about you by Correatown, Kiss on my list by The Family Crest.
- Il titolo si riferisce all'omonimo brano dei The Animals.

## Sai chi sei?
- Titolo originale: Do You Know?
- Diretto da: Chandra Wilson
- Scritto da: Stacy McKee

### Trama
Cristina sperimenta la sua vita in due universi differenti, con l'intento di rispondere alla domanda 'sai chi sei?'. In seguito deve realizzare un intervento molto importante su un paziente che non può respirare da solo e che è paralizzato dal collo in giù. 
Nel primo universo, il paziente decide di rimuovere il ventilatore che lo tiene in vita, ciò spinge Cristina tra le braccia di Owen. I due si rendono conto che stanno sprecando il loro amore. Il tempo passa velocemente così decidono di sposarsi, di avere un cane e due figli. Cristina deve quindi mettere da parte la carriera e vedere Ross vincitore dell'Harper Avery per il procedimento ideato da lei.
Il secondo universo inizia quando Cristina torna alla realtà e il paziente chiede di non essere tolto dal respiratore. Ciò spinge nuovamente Cristina tra le braccia di Owen ma questa volta lei è felice. La clausola sul non avere figli resta e Owen inizialmente l'accetta. Il rapporto 'on-again' 'off-again' continua e ciò porta Owen all'alcolismo che danneggia sia lui, sia i suoi pazienti. Il consiglio lo licenzia, Cristina lo lascia e riesce a vincere l'Harper Avery per quattro anni consecutivi.
Ancora una volta Cristina torna alla realtà. Il suo paziente decide di essere tolto dal respiratore, riesce a salvare la mano di Jackson (che in entrambi gli universi si era rotta, compromettendo la sua carriera) e l'indecisione di avvicinarsi ad Owen permette a Meredith di chiederle informazioni su un paziente. Di conseguenza, Owen prende l'ascensore prima che lei possa avvicinarsi.
- Ascolti USA: telespettatori 8.420.000[18]
- La voce narrante in questo episodio è della Dottoressa Yang.
- L'episodio è associato al film 'Sliding Doors'
- Il titolo si riferisce all'omonimo brano di Enrique Iglesias.

## Ti ammalerai
- Titolo originale: You Be Illin'
- Diretto da: Nicole Rubio
- Scritto da: Zoanne Clack

### Trama
Un virus invade il Grey Sloan Memorial Hospital. A causa degli stretti contatti tra medici e pazienti Leah, Jackson e Derek si ammalano. Per Derek è un momento inopportuno per ammalarsi, perché è il giorno della sua presentazione sulla mappatura del cervello, così Meredith decide di prendere il suo posto. Callie insegna a Jo le gioie dell'ortopedia e come scaricare le pressioni sui pazienti, aiutandoli. Cristina e Owen lavorano su un caso di due sorelle affette da cardiomiopatia causata da una fonte sconosciuta. Pur avendo preso le giuste precauzioni, anche il fratello comincia ad avere gli stessi sintomi. Essendo Cristina occupata in questo caso, Shane deve occuparsi del suo paziente bambino ovvero il trial sul cuore. Alex riceve una proposta imperdibile di una clinica privata dal dottore Lebackes che tutti chiamano "Dottor Buco-di-Culo" così inizia a considerare seriamente l'offerta con Jo. La Bailey ed April operano un bambino affetto da SCID (mancanza di sistema immunitario efficace) che non è più curabile con i trattamenti enzimatici precedentemente somministrati, e per questo è necessario chiuderlo in un ambiente sterile.
- Ascolti USA: telespettatori 8.280.000[19]
- Guest star: Jadin Gould (Ivy McNeil), Harley Graham (Francesca "Frankie" McNeil), Billy Malone (Jon McNeil), Rebecca Field (Sabine McNeil), Thomas Barbusca (Link McNeil).
- Musiche: Burning Up by Magic Wands, Atomic Dog by George Clinton, Tenderness by The Donnies The Amys, I Wanna Dance With Somebody by Bootstraps.
- Il titolo si riferisce all'omonimo brano dei Run DMC.

## Vinco io
- Titolo originale: I'm Winning
- Diretto da: Kevin McKidd
- Scritto da: Joan Rater

### Trama
È il momento dell'anno in cui vengono annunciati i candidati dei premi Harper Avery, e al Grey Sloan Memorial Hospital è stata nominata Cristina. I suoi colleghi sono tutti molto felici per la sua nomina ad eccezione di Meredith e della dottoressa Bailey. Per nascondere la sua gelosia, Meredith organizza un brindisi celebrativo per Cristina. La dottoressa Bailey, tuttavia, non riesce a nascondere altrettanto bene i suoi sentimenti. L'autostima di Cristina accusa un colpo quando la famiglia di un suo paziente dubita delle sue capacità. Alex dice a Jo che ha accettato l'offerta di Lebackes per lavorare nella sua clinica privata. Derek e Callie fanno un altro passo nella loro ricerca ottenendo misurazioni di riferimento dell'attività cerebrale. Callie capisce che anche se lei ha una bella vita, le manca una cosa per essere veramente felice: un bambino. Così propone ad Arizona che vuole un altro figlio, e la moglie acconsente. Owen dice a Cristina che ha osservato le ricerche degli altri candidati ed è sicuro che lei vincerà il premio. 
- Ascolti USA: telespettatori 8.180.000[20]
- Il titolo si riferisce all'omonimo brano di Santana.

## Vado da sola
- Titolo originale: Go It Alone
- Diretto da: Mark Jackson
- Scritto da: Lauren Barnett

### Trama
È il giorno prima dell'assegnazione del premio Harper Avery, e Cristina ha pianificato con Meredith di andare da Joe, bere qualche tequila e scrivere il discorso di ringraziamento. Prima che possa realizzare il suo piano, i genitori dei suoi pazienti discutono davanti ai figli, così li fa allontanare e rimane con i ragazzi, con cui prova il suo discorso e gioca a Jenga. Entrambe le ragazze rigettano il cuore trapiantato, mentre il fratello sta aspettando il trapianto. Mentre fanno da babysitter a Zola e Bailey, Callie e Arizona decidono che sarà Callie ad avere il loro secondo figlio. April e Jackson discutono sul fatto che a lui sembra ridicolo che i genitori della sua paziente non vogliano un impianto cocleare per la loro figlia sorda. April paragona questa scelta a quella sull'educazione futura dei figli che potrebbero avere, ma Jackson non sa come rispondere. Questi dubbi portano April a prendersi una pausa e chiede a Callie ed Arizona di essere ospitata per un po'. Cristina va alla cerimonia da sola, ma si pente e chiama Meredith. Mentre cerca il suo tavolo, vede Meredith e Owen che le fanno segno di raggiungerla. Al momento cruciale della serata, Cristina non vince l'ambito premio.
- Ascolti USA: telespettatori 8.450.000[21]
- Il titolo si riferisce all'omonimo brano di Beck.

## Cambio di cuore
- Titolo originale: Change of Heart
- Diretto da: Rob Greenlea
- Scritto da: Meg Marinis

### Trama
Meredith, Owen e Cristina tornano al Grey Sloan Memorial Hospital dopo la perdita di Cristina del premio Harper Avery. April, che vive ancora con Callie e Arizona, le fa impazzire, e crede che la sua lite con Jackson sia la fine della loro relazione. Jackson è sotto pressione perché deve fare dei tagli ai fondi per le ricerche in ospedale e deve decidere quale ricerca terminare. Richard attraversa il paese per chiedere a Catherine di sposarlo, ma scopre che la vera ragione per cui Cristina non ha vinto il premio è che l'ospedale appartiene alla fondazione Harper Avery, quindi nessun medico dell'ospedale potrà mai ricevere il premio. Nel frattempo, all'ospedale, Cristina si sta confrontando con la scelta del paziente da sottoporre al trapianto. Amelia, la sorella di Derek, fa una visita a sorpresa. Essendo in procinto di sposarsi, cerca di capire se la sua vita potrà essere come quella di Derek e Meredith. Alex dice al Consiglio di aver accettato l'offerta per lavorare nella clinica privata. April confessa a Jackson che non possono rimandare l'argomento sull'educazione dei loro "ipotetici" figli, perché lei è incinta.
- Ascolti USA: telespettatori 7.990.000[22]
- Il titolo si riferisce all'omonimo brano di Cyndi Lauper.

## Mai più torneremo insieme
- Titolo originale: We Are Never Ever Getting Back Together
- Diretto da: Rob Corn
- Scritto da: Joan Rater

### Trama
Nel tentativo di farla pagare a Catherine Avery, Webber convoca una riunione d'emergenza del consiglio senza Jackson. Il consiglio vuole fare appello per il premio Harper Avery, che sarebbe andato a Cristina se la Fondazione Avery non fosse stata proprietaria dell'ospedale. Hunt convince Cristina ad accettare l'invito a una conferenza in un ospedale di Zurigo. Durante la conferenza, un interlocutore parla dal fondo della stanza, e altri non è che il dottor Preston Burke che dopo averle mostrato il suo ospedale, le offre il suo posto di direttore in quanto lui vorrebbe dedicarsi alla famiglia e vede in Cristina un'ottima candidata per la gestione dell'ospedale. Nel frattempo, al Grey Sloan Memorial Hospital, Amelia e Derek lavorano in squadra per operare due gemelle siamesi che condividono il cervello. Jackson e April cercano di ricucire il loro rapporto quando lui accetta di frequentare la chiesa con lei e il loro bambino. Callie e Arizona cominciano a pensare ai nomi per il bambino, e il preferito di Callie è Agamennone. Alex adora il suo lavoro alla clinica privata, ma Jo, senza più la sua guida, comincia a cedere sotto la pressione dei suoi compiti. Gli specializzandi vengono a sapere che qualcuno tra loro verrà licenziato. Stephanie capisce che la Bailey ha somministrato una cura con il virus HIV disattivato al suo paziente affetto da SCID (mancanza di sistema immunitario efficace), all'insaputa dei genitori, e pensa che sia grandioso.
- Ascolti USA: telespettatori 8.810.000[23]
- Il titolo si riferisce all'omonimo brano di Taylor Swift.
- Guest Star: Isaiah Washington (Preston Burke)

## Qualsiasi cosa io faccia sembra che non vada bene
- Titolo originale: Everything I Try to Do, Nothing Seems to Turn Out Right
- Diretto da: Bill D'Elia
- Scritto da: Austin Guzman

### Trama
La dottoressa Bailey è accusata di lesioni volontarie dopo aver rivelato ai genitori di Braden di avergli inoculato il virus HIV disattivato nonostante la loro contrarietà. Stephanie, per proteggerla, si prende la colpa dicendo ai genitori del paziente di non averla avvertita di dover fermare la terapia. Grazie a questo gesto, la Bailey viene assolta mentre Stephanie viene solo sospesa per una settimana. La questione comunque finisce, e la Bailey si ripromette di parlare a favore di Stephanie nel caso dovessero licenziarla. Dopo che Cristina ha accettato il posto a Zurigo, Owen la incarica di trovare un sostituto capo di cardiochirurgia. April e Jackson vanno alla prima visita ginecologica, ma decidono di tenere nascosta la gravidanza, ma per una serie di circostanze (come l'impossibilità di entrare nella sala delle radiografie) si verrà a sapere. Anche Callie si fa visitare, e scopre, a malincuore, di non poter rimanere incinta a causa delle numerose aderenze causate dall'incidente automobilistico. Amelia confida a Meredith che vuole rompere il suo fidanzamento per trasferirsi a Seattle. Richard passa la giornata seguendo Leah, e alla fine le rivela che per quanto dotata di tutte le doti necessarie per essere un ottimo medico, la specializzanda non ha le abilità necessarie ad un chirurgo e quindi la esclude dal programma offrendole un posto in un istituto di ricerca dove riuscirà a trovare la sua strada. Derek torna da Washington con la proposta di un lavoro presso il National Institutes of Health (NIH), e un'offerta per Meredith presso l'ospedale James Madison Hospital.
- Ascolti USA: telespettatori 7.950.000[24]
- Il titolo si riferisce all'omonimo brano dei Decemberists.

## Paura dell'ignoto
- Titolo originale: Fear (of the Unknown)
- Diretto da: Tony Phelan
- Scritto da: William Harper

### Trama
Il giorno della partenza di Cristina per Zurigo è arrivato, ma un possibile attacco terroristico ritarda la sua partenza. Prima di poter andare al centro commerciale per prendere un caricabatteria europeo per il cellulare, un'esplosione fa arrivare molti feriti al Grey Sloan Memorial Hospital. Leah arriva al pronto soccorso quando sente dell'esplosione, salvo poi andarsene senza salutare nessuno quando vede che tutti i pazienti sono stati già visitati. April riceve un discorso di incoraggiamento da Catherine, sua suocera, quando comincia a temere di crescere un figlio in un mondo così pericoloso. Cristina, cercando di chiudere con l'ospedale, capisce di non poter partire senza aver ballato con Meredith un'ultima volta. Shane chiede a Cristina di poter partire con lei per Zurigo, per continuare ad imparare. Meredith dice a Derek che lei non può lasciare Seattle, la città dove è cresciuta e si è fatta una vita: lei non partirà per Washington. Callie e Arizona considerano una madre surrogata per avere il loro bambino dopo averne curata una ustionata nell'esplosione. Webber nomina la Bailey per prendere il posto di Cristina nel consiglio, ma Cristina ha già nominato Alex Karev come suo successore. Nel frattempo Webber si incontra con il nuovo primario di cardiochirurgia, Maggie Pierce, e scopre che la sua madre biologica era Ellis Grey. La puntata si conclude con Cristina, felice e realizzata della sua nuova vita a Zurigo, chiamata da Shane nel suo ufficio in procinto di iniziare una nuova riunione. 
- Ascolti USA: telespettatori 8.920.000[25]
- La voce narrante in questo episodio è della Dottoressa Yang.
- Il titolo si riferisce all'omonimo brano degli Heathen.